# ده ترانه نو
«ده ترانه نو» آلبومی از هنرمند اهل کانادا لئونارد کوهن است که در سال ۲۰۰۱ میلادی منتشر شد. نویسنده و تهیه‌کننده این آلبوم شارون رابینسون است و در استودیوی خانگی کوهن-رابینسون تولید شده‌است. ده ترانه نو نخستین آلبوم کوهن پس از ده سال است. این آلبوم پس از انتشار به رتبه ۱۴۳ بیلبورد ۲۰۰، رتبه ۴ در کانادا، رتبه ۱ در لهستان و رتبه ۱ در نروژ دست‌یافت.